# Chitungwiza
Chitungwiza ist eine junge Stadt in Simbabwe und gehört zur Provinz Harare. Sie wurde 1981 aus den drei Vororten (Townships) Seke, Zengeza und St Marys zusammengefügt. Zusammen mit ihrem Umland stellt sie einen der Urbanen Distrikte Simbabwes mit 371.246 Einwohnern (2022) und einer Fläche von etwa 49 km². Sie ist die drittgrößte und eine der am schnellsten wachsenden Städte des Landes.

## Geografie
Die Stadt liegt auf etwa 1420 m Höhe neun Kilometer südlich der Hauptstadt. Sie grenzt im Norden an den Distrikt Harare Rural und ist im Osten, Süden und Westen vom Distrikt Seke in der Provinz Mashonaland East umgeben.
Sie liegt am Fluss Manyame. Zwischen Chitungwiza und Epworth befindet sich der Flughafen von Harare. Der Urbane Distrikt ist in 25 Wards aufgeteilt.

## Infrastruktur
Chitungwiza ist eine „Schlafstadt“ von Harare. Die meisten hier lebenden Menschen arbeiten in der Hauptstadt. Sie verfügt über 412 km Straßen, von denen 296 asphaltiert sind. Es gibt 38 Grundschulen, 28 weiterführende Schulen und 8 Berufsschulen. Die medizinische Versorgung läuft über 3 Krankenhäuser und 4 Ambulanzen. Darüber hinaus gibt es 20 private medizinische Einrichtungen.
Die Wasserversorgung erfolgt über der Muda-Damm, 40 km südwestlich von Chitungwiza. Es gibt eine Kläranlage die das Abwasser aufbereitet. 50 % des gereinigten Abwassers werden auf der Imbwa Farm zur Bewässerung verwendet.
Chitungwiza ist eine Hochburg der MDC (Movement for Democratic Change).

## Einwohnerentwicklung
Die folgende Übersicht zeigt die Einwohnerzahlen nach dem jeweiligen Gebietsstand seit der Volkszählung 1982.
| Jahr | Einwohner |
| ---- | --------- |
| 1982 | 172.556   |
| 1992 | 274.912   |
| 2002 | 323.260   |
| 2012 | 356.840   |
| 2022 | 371.246   |

## Persönlichkeiten
- Kelvin Jones (* 1995), Singer-Songwriter